# Principe de Bateman
Pour les articles homonymes, voir Bateman.
 (juillet 2016).
Si vous disposez d'ouvrages ou d'articles de référence ou si vous connaissez des sites web de qualité traitant du thème abordé ici, merci de compléter l'article en donnant les références utiles à sa vérifiabilité et en les liant à la section « Notes et références ».
 (mars 2018).

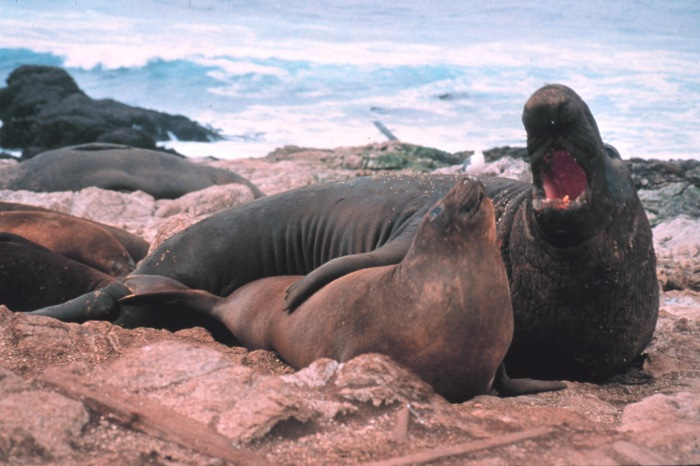
Selon le principe de Bateman, la forte asymétrie dans l'investissement parental chez les éléphants de mer donne lieu à intense sélection sexuelle chez les mâles et un dimorphisme sexuel important.

En biologie, le principe de Bateman est une théorie évolutive selon laquelle les femelles investissent en général plus d'énergie que les mâles dans la production de la descendance.  Pour la plupart des espèces, la population féminine constitue ainsi une ressource limitée pour laquelle les mâles sont en compétition. Le principe tire son nom du généticien britannique Angus John Bateman (en) (1919 - 1996), qui tira ses conclusions de l'étude approfondie de la reproduction des drosophiles.
Selon Robert Trivers, ces comportements parentaux et sexuels du mâle et de la femelle peuvent s'expliquer par l'anisogamie : un spermatozoïde est bien plus petit et bien moins coûteux à produire et à entretenir qu'un ovule, ce qui favorise les mâles qui en produisent beaucoup et entraîne une compétition intrasexuelle plus violente. L'anisogamie favoriserait les mâles les plus robustes et expliquerait le dimorphisme sexuel.